# Loxilobus karnyi
Loxilobus karnyi är en insektsart som beskrevs av Günther, K. 1938. Loxilobus karnyi ingår i släktet Loxilobus och familjen torngräshoppor. Inga underarter finns listade i Catalogue of Life.